# Saved!
Saved!, noto anche come Saved! Il paradiso ci aiuta, è un film del 2004 diretto da Brian Dannelly.

## Trama
Mary sta per cominciare il suo ultimo anno scolastico all'American Eagle Christian High School, una scuola cristiana molto conservatrice, con le sue amiche Hilary Faye e Veronica. Le tre ragazze fanno parte di un gruppo chiamato Gioielli cristiani ad indicare la loro fede in Gesù e la loro condotta di ragazze illibate. Tutto nella vita di Mary sembra perfetto fino a quando Dean, il suo fidanzato, le confida di essere gay.
Per lo shock, Mary batte la testa in piscina e ha una visione in cui Gesù le dice che deve fare tutto il possibile per aiutare Dean. Credendo che Gesù ripristinerà la sua verginità, Mary decide di sacrificarsi ad avere rapporti sessuali con Dean, nel tentativo di farlo tornare eterosessuale. La mattina del primo giorno di scuola, i genitori di Dean dicono a Mary di aver trovato una rivista pornografica gay sotto il suo letto e che lo hanno mandato alla Mercy House, un centro cristiano di riabilitazione da droga e alcool.
Mary si rende conto ben presto di essere incinta di Dean; quando va in un consultorio per avere la conferma della sua gravidanza, viene vista da Roland e Cassandra. Grazie alla visita Mary viene a sapere che probabilmente darà alla luce una bambina dopo il diploma, e decide quindi di nascondere la sua condizione ai suoi amici e alla famiglia. Al contempo si sente abbandonata da Gesù e perde la sua fede religiosa, costringendo il gruppo di Gioielli cristiani guidato da Hilary Faye ad espellerla. Mary comincia a frequentare Cassandra e Roland, le uniche persone a sapere della sua gravidanza. La coppia la aiuta a tenere segreta la gravidanza.
Pochi mesi più tardi, i rapporti tra il trio e Hilary Faye diventano sempre più aspri inducendo il pastore a mettere in punizione i ragazzi, costringendoli a lavori socialmente utili per la scuola. Durante uno di questi lavori Patrick chiede a Mary di andare con lui al ballo e Mary accetta, scatenando la gelosia della ragazza. Come vendetta, Hilary Faye vandalizza la scuola con dei graffiti e lascia le bombolette spray negli armadietti di Mary e Cassandra. Durante l'ispezione degli armadietti saltano fuori le bombolette e l'ecografia del bambino di Mary. Adesso tutti sanno che Mary è incinta: viene espulsa insieme a Cassandra perché riconosciute colpevoli dei vandalismi.
Anche se espulsi dalla scuola e quindi impossibilitati ad andare al ballo di fine anno, Cassandra e Roland invitano Mary ad andare con loro. Quando i quattro arrivano Hilary Faye tenta di buttarli fuori. I quattro l'accusano di aver commesso gli atti di vandalismo per far ricadere la colpa su di loro, ma lei nega. Stufa di tanta ipocrisia Tia svela una ricevuta della carta di credito firmata da Hillary che prova l'acquisto della vernice spray la sera del vandalismo. Hilary fugge mentre Dean arriva alla festa con il suo fidanzato; Dean viene a conoscenza della gravidanza di Mary ed è sorpreso, ma non sconvolto. Hilary Faye si schianta con il suo furgone contro l'immagine di Gesù nel parco della scuola decapitandolo ma non ferendosi. Come i paramedici arrivano sulla scena dell'incidente, Mary entra in travaglio e viene portata in ospedale.
Nella sua stanza d'ospedale, gli amici di Mary e di Dean e i familiari la vanno a trovare e a vedere la bambina. Anche il pastore fuori dall'ospedale valuta se entrare a trovare la giovane.

## Produzione
Il regista e co-sceneggiatore Brian Dannelly ha basato gran parte del film su cose che aveva vissuto e alle quali aveva assistito mentre frequentava un liceo battista cristiano. "Vorrei persino dire che tutto nel film è qualcosa che ho sperimentato o ricercato", ha dichiarato Dannelly. "Non ho provato a inventare cose." Anche se ambientato nel Maryland, Saved! è stato girato a Vancouver, Columbia Britannica, Canada.

## Distribuzione

### Botteghino
Dopo aver debuttato al Sundance Film Festival nel gennaio 2004, Saved! ha avuto una distribuzione limitata negli Stati Uniti su 20 schermi, a partire dal 28 maggio 2004. Il film ha incassato 345.136 dollari durante il suo weekend di esordio e altri 11 schermi sono stati aggiunti il fine settimana successivo. Dopo che il film aveva incassato ulteriori 340.343 dollari durante il suo secondo fine settimana, la sua piattaforma di rilascio si è estesa a 589 schermi l'11 giugno e si è piazzato al 9º posto al botteghino degli Stati Uniti. Con la conclusione della sua rappresentazione cinematografica nell'agosto 2004, il film ha incassato circa 9 milioni di dollari in patria, ed è stato considerato uno sleeper hit. Ha incassato 1,2 milioni di dollari in più nei mercati esteri, per un totale di 10,1 milioni di dollari in tutto il mondo.

## Accoglienza
Saved! ha ricevuto recensioni generalmente positive dalla critica. Nel sito Rotten Tomatoes, il film detiene una valutazione del 61% di 88 recensioni positive contro 57 di quelle negative, con una valutazione media di 6,12/10. Il consenso critico del sito Web recita: "Una commedia satirica per adolescenti che, sfortunatamente, ha i suoi pugni."
Roger Ebert del Chicago Sun-Times ha elogiato il film nonostante abbia commentato che segue i tropici di altri film per ragazzi, aggiungendo che ha un "messaggio politico": 
 Ken Fox di TV Guide assegna al film tre stelle su cinque, riassumendo: "I primi 45 minuti di questa commedia malvagia e intelligente sono la satira del liceo più intelligente e più acuta dopo Election di Alexander Payne. Smascherando allegramente l'intolleranza che spesso viene mascherata nella pietà religiosa, il film si esaurisce molto prima che finisca. Ma nello spirito della vera carità cristiana alla fine esalta, le carenze del film sono perdonabili." David Steritt di The Christian Science Monitor ha dato al film una recensione favorevole, scrivendo: 

Sean Axmaker del Seattle Post-Intelligencer ha scritto del film: 
Altri critici, tuttavia, hanno criticato il film per presunte opinioni anticristiane. Slant Magazine è stato estremamente negativo su questo tema, dando al film solo mezza stella su cinque e definendolo il peggior film dell'anno.

## Musical
Playwrights Horizons ha prodotto una versione musicale del film nel 2008. Musica e testi sono di Michael Friedman con il libretto e i testi del due volte candidato all'Olivier Award John Dempsey e Rinne Groff. Il musical ha debuttato il 3 giugno 2008 a Playwrights Horizons ed è terminato il 22 giugno 2008. Il cast includeva Aaron Tveit, Celia Keenan-Bolger, John Dossett, Julia Murney, Devyn Rush, Curtis Holbrook e Mary Faber.